# Потапенко, Владимир Степанович
Владимир Степанович Потапенко (10 июня 1896,  ст. Беломечётская, Кубанская область, Российская империя — 18 августа 1969, хутор Персиановка,  Ростовская область, РСФСР,  СССР) — советский военачальник, генерал-майор (21.04.1943).

## Биография
Родился 10 июня 1896 года в  станице Беломечётской (Баталпашинский отдел, Кубанская область, Российская империя), ныне Кочубеевского района Ставропольского края в казачьей семье.

### Военная служба

#### Первая мировая война
В марте 1915 года был мобилизован на военную службу и воевал рядовым на Кавказском фронте в составе 18-го пластунского батальона. После Октябрьской революции возвратился на родину и был избран членом Беломечетинского станичного комитета.

#### Гражданская война
В  июне 1918 года призван в РККА и служил на ст. Невинномысская сначала ординарцем в отряде Балохонова, затем телефонистом на полевой телефонной станции при штабе Южной группы войск И. И. Матвеева. При отходе 11-й армии в ноябре 1918 года  Потапенко заболел тифом и был оставлен на станции Минеральные Воды, откуда вскоре убыл на родину. С декабря 1918 года числился в маршевой роте станичного атамана станицы Отрадная. В марте 1919 года призван в Добровольческую армию генерала А. И. Деникина и зачислен во 2-й пластунский батальон Кубанской армии. Через месяц бежал из батальона и скрывался на родине. В конце апреля вновь был мобилизован в деникинскую армию и направлен в город Екатеринодар в Кубанское интендантство. Здесь служил до октября 1919 года, после чего дезертировал. С приходом на Кубань Красной армии в марте 1920 года вступил добровольно во 2-й кавалерийский полк Отдельной кавалерийской бригады 34-й стрелковой дивизии 9-й армии Южного фронта. Здесь проходил службу красноармейцем и полковым библиотекарем. Участвовал в боях с деникинскими войсками и грузинскими меньшевиками в районах городов Майкоп, Владикавказ, Баталпашинск, Баку, Тифлис, Минеральные Воды, Батум. В сентябре 1920 года командирован на кавалерийские курсы в город Краснодар. Среди лучших курсантов был направлен на 2-е Бакинские военно-инженерные курсы Отдельной Кавказской армии. Будучи курсантом, в составе Восточной бригады курсантов принимал участие в боях с отрядами генерала М. А. Фостикова, Серебрякова, дашнаков и мусаватистов, грузинских меньшевиков, в подавлении Хевсурского восстания.

#### Межвоенные годы
В декабре 1922 года, после расформирования 2-х Бакинских курсов,  Потапенко переведен в 21-ю Бакинскую пехотную школу. С переводом в город Тифлис она была переименована в Тифлисскую пехотную школу. По окончании последней в сентябре 1924 года оставлен в ней курсовым командиром взвода. В том же году командиром отряда от школы участвовал в подавлении меньшевистского восстания в Грузии. С сентября 1925 года проходил службу в 6-м Кавказском стрелковом полку 2-й Кавказской стрелковой дивизии им. А. К. Степина Отдельной Кавказской армии, занимал должности командира взвода полковой школы, стрелковой роты и врид командира батальона, помощника начальника штаба полка, вновь командира стрелковой и хозяйственной рот. В январе 1932 года назначен начальником штаба батальона одногодичников Яновского стрелкового полка Овручской дивизии, с октября допущен к временному исполнению должности начальника штаба учебного батальона. С июня 1935 года временно командовал батальоном в 179-м Кавказском Краснознаменном стрелковом полку 60-й Кавказской стрелковой дивизии КВО, в марте 1936 года назначен командиром батальона в 180-й Кавказский стрелковый полк. С ноября 1937 года — помощник командира по строевой части 172-го стрелкового полка 58-й стрелковой дивизии. В апреле 1938 года переведен на должность начальника учебной части окружных военнохозяйственных курсов, с мая 1941 года был заместителем начальника по учебно-строевой части окружных интендантских курсов КОВО.

#### Великая Отечественная война
С началом  войны подполковник  Потапенко в сентябре 1941 года был назначен командиром 32-го мотоциклетного полка 34-й мотострелковой бригады Юго-Западного фронта. Участвовал с ним в Киевской оборонительной операции, в боях за Киев, затем на полтавском направлении. В декабре с полком и бригадой участвовал на Юго-Западном фронте в Елецкой наступательной операции. В 1941 году Потапенко вступил в ВКП(б). В феврале 1942 года   он был назначен заместителем командира 34-й мотострелковой бригады, участвовал с ней в Харьковском сражении. В августе вступил в командование 22-й отдельной мотострелковой бригадой. В составе 22-го танкового корпуса 4-й танковой армии Сталинградского, Донского и Юго-Западного фронтов бригада участвовала в Сталинградской битве. Бригада особо отличилась в период с 16 декабря 1942 года по 3 марта 1943 года. В ходе наступления она прошла с боями 235 км, освободив 26 населенных пунктов. 15 января 1943 года за боевые отличия под Сталинградом бригада была преобразована в 5-ю гвардейскую мотострелковую. 
С 3 мая 1943 года полковник  Потапенко командовал 279-й стрелковой дивизией, которая в составе 3-й гвардейской армии Юго-Западного фронта находилась в обороне на реке Северский Донец в районе Лисичанска. С июля ее части принимали участие в Изюм-Барвенковской и Донбасской наступательных операциях. 8 сентября 1943 года за освобождение города Лисичанск ей было присвоено наименование «Лисичанская». В дальнейшем дивизия под его командованием принимала участие в освобождении Донбасса и Левобережной Украины, в битве за Днепр. С 1 октября 1943 года	по 29 января 1944 года ее части вели упорные бои по ликвидации никопольского плацдарма противника (Запорожская наступательная операция), после чего она была выведена в резерв. К 23 февраля 1944	года  она была передислоцирована на крымский плацдарм (ст. Партизаны), где вошла в подчинение 51-й армии 4-го Украинского фронта и с 13 апреля участвовала в Крымской наступательной операции, освобождении Севастополя. За отличия при освобождении Симферополя она была награждена орденом Красного Знамени (24.04.1944). После освобождения Крыма в конце мая 1944 года дивизия в составе 51-й армии была выведена в резерв Ставки ВГК, затем в начале июля переброшена на 1-й Прибалтийский фронт и участвовала в Белорусской, Шяуляйской наступательных операциях. 9 августа генерал-майор  Потапенко был зачислен в резерв фронта. Затем с 30 августа допущен к исполнению должности командира 239-й стрелковой Краснознаменной дивизии. Осенью 1944 года дивизия в составе 4-й ударной армии участвовала в Прибалтийской, Мемельской и Рижской наступательных операциях. С ноября 1944 года по январь 1945 года ее части вели боевые действия в районе севернее Мажейкяй. В феврале — начале марта 1945 года дивизия по железной дороге была переброшена на 1-й Украинский фронт в район Квелленгрунда и участвовала в Верхнесилезской и Пражской наступательных операциях.
За время двух  войн комдив Потапенко  был  шесть  раз персонально упомянут в благодарственных в приказах Верховного Главнокомандующего.

#### Послевоенное время
В июне 1945 года дивизия была расформирована, а генерал-майор  Потапенко убыл в отпуск по болезни, затем зачислен в распоряжение ГУК НКО. В октябре 1945 года назначен начальником военной кафедры Пензенского индустриального института. В ноябре 1949 года переведен на ту же должность в Азово-Черноморский сельскохозяйственный институт. 20 января 1953 года генерал-майор  Потапенко  уволен в отставку.

## Награды
- два ордена Ленина (01.04.1943[5],   06.11.1945[6][7])
- три ордена Красного Знамени (21.02.1945[8][7], 13.06.1945[9],  15.11.1950[10][7])
- орден Суворова II степени (17.09.1943)[11]
- орден Отечественной войны I степени (12.05.1944)[12]
- орден Красной Звезды (15.01.1942)[13]
  - медали в том числе:
  - «XX лет Рабоче-Крестьянской Красной Армии» (1938)[5]
  - «За оборону Сталинграда» (03.12.1943)[14]
  - «За оборону Киева» (1961)
  - «За победу над Германией в Великой Отечественной войне 1941—1945 гг.» (1945)
  - «За освобождение Праги» (1945)

Приказы (благодарности) Верховного Главнокомандующего в которых отмечен В. С. Потапенко.
- За овладение городами Дебальцево, Иловайск, Лисичанск, Енакиево, Горловка, Чистяково, Славянск, Артемовск, Краматорская, Константиновка, Макеевка, Красноармейское, Ясиноватая и областным центром Донбасса — городом Сталино. 8 сентября 1943 года № 9.
- За овладение столицей Крыма городом Симферополь — основным опорным пунктом обороны противника, прикрывающим пути к портам южного побережья Крымского полуострова. 13 апреля 1944 года № 108.
- За овладение городом Шяуляй (Шавли) — крупным узлом коммуникаций, связывающих Прибалтику с Восточной Пруссией. 27 июля 1944 года № 155.
- За овладение городом Елгава (Митава) — основным узлом коммуникаций, связывающим Прибалтику с Восточной Пруссией. 31 июля 1944 года № 159
- За прорыв глубоко эшелонированной обороны противника юго-восточнее города Рига, овладении важными опорными пунктами обороны немцев — Бауска, Иецава, Вецмуйжа и на реке Западная Двина — Яунелгава и Текава, а также занятии более 2000 других населённых пунктов. 19 сентября 1944 года.  № 189.
- За овладение в Силезии, западнее Одера, городами Нейссе и Леобшютц — сильными опорными пунктами обороны немцев. 24 марта 1945 года. № 307